# Tismana
Tismana és una ciutat del comtat de Gorj, Oltènia (Romania). Administra deu pobles: Celei, Costeni, Gornovița, Isvarna, Pocruia, Racoți, Sohodol, Topești, Vâlcele i Vânăta. El 2011 tenia 7.035 habitants.